# Ібрагім Саїд
Ібрагім Саїд (араб. ابراهيم سعيد‎, нар. 16 жовтня 1979, Александрія) — єгипетський футболіст, що грав на позиції центрального захисника, зокрема за національну збірну Єгипту, у складі якої — дворазовий володар Кубка африканських націй. 

## Клубна кар'єра
У дорослому футболі дебютував 1998 року виступами за команду «Аль-Аглі», швидко став гравцем основного складу і за чотири сезони взяв участь у 66 матчах чемпіонату. 
2002 року молодого захисника до своїх лав запросив англійський «Евертон», в якому Саїд провів на правах оренди півроку. Так і не провівши жодної офіційної гри за ліверпульську команду, повернувся на початку 2003 року до «Аль-Аглі».
Згодом у 2004–2007 роках грав за «Замалек», де протягом двох з половиною сезонів був гравцем ротації. Згодом відіграв півтора сезони у Туреччині за «Чайкур Різеспор» та «Анкарагюджю».
Згодом провів по одному сезону на батьківщині за «Ісмайлі» та за лівійський «Аль-Аглі» (Триполі). Завершував ігрову кар'єру за «Аль-Іттіхад» (Александрія), за яку виступав протягом 2010—2011 років.

## Виступи за збірну
2000 року дебютував в офіційних матчах у складі національної збірної Єгипту.
У складі збірної був учасником Кубка африканських націй 2000 в Малі, де взяв участь в усіх чотирьох іграх турніру, та Кубка африканських націй 2002 в Гані та Нігерії, де був гравцем запасу і на поле не виходив.
Згодом відвоював собі місце в основному складі єгипетської збірної і взяв участь в усіх іграх домашнього і переможного для неї Кубка африканських націй 2006 року. Ще за два роки став учасником Кубка африканських націй 2008 в Гані, де Єгипет захистив титул чемпіонів Африки, а сам Саїд брав участь в усіх іграх на стадії плей-оф.
Загалом протягом кар'єри у національній команді, яка тривала 9 років, провів у її формі 50 матчів, забивши 2 голи.

## Кар'єра тренера
2016 року тренував команду «Гольді».

## Титули і досягнення
- Чемпіон Єгипту (2):

«Аль-Аглі»: 1998-99, 1999-00
- Володар Кубка Єгипту (2):

«Аль-Аглі»: 2000-01, 2002-03
- Володар Кубка африканських націй (2):

2006, 2008